# Microthamnium russellii
Microthamnium russellii är en bladmossart som beskrevs av Robert Statham Williams 1930. Microthamnium russellii ingår i släktet Microthamnium och familjen Hypnaceae. Inga underarter finns listade i Catalogue of Life.